# Борщовка (Барсуковская сельская община)

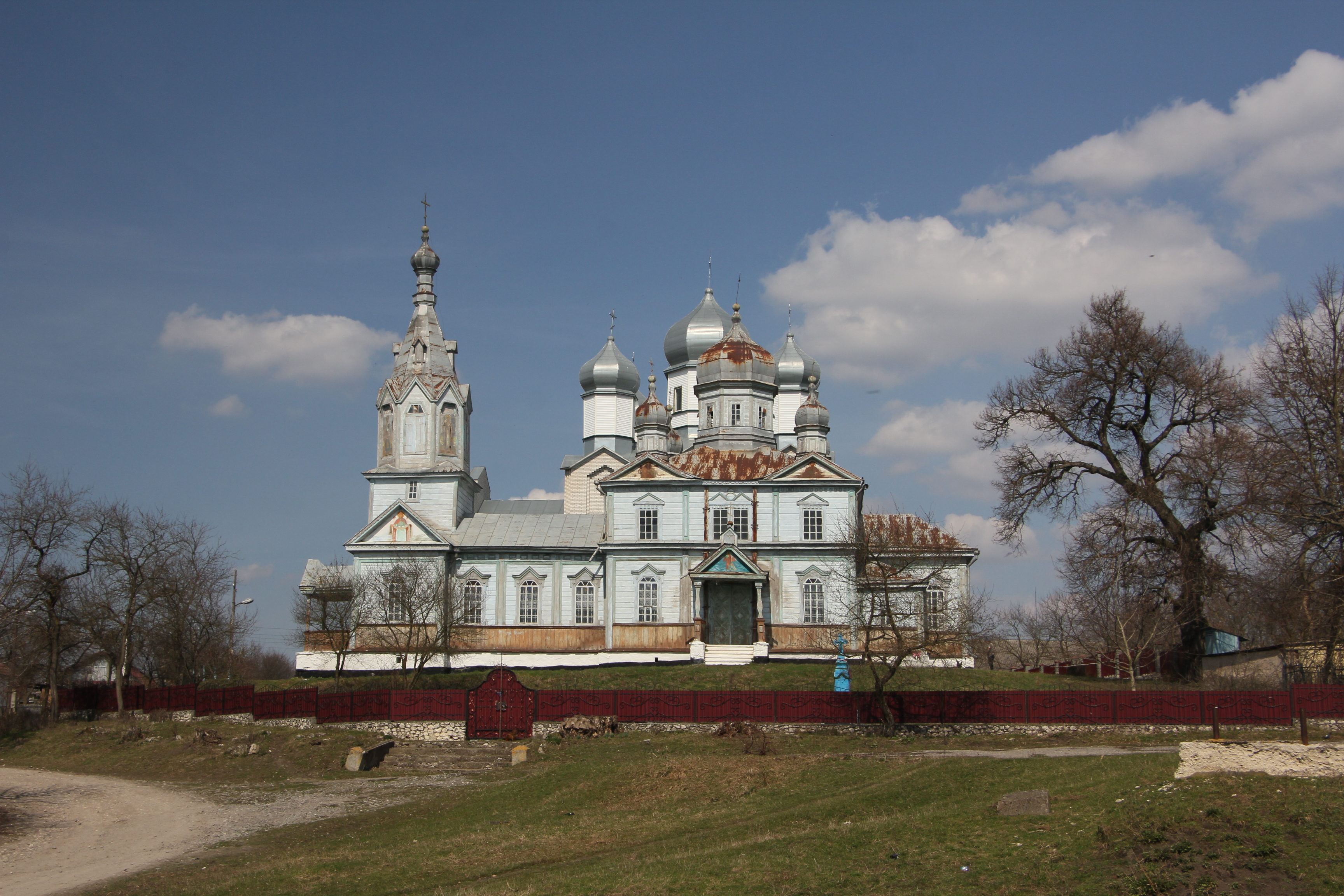
Деревянная церковь в селе

Борщо́вка (укр. Борщівка) — село в Барсуковской сельской общине Кременецкого района Тернопольской области Украины. Основано в 1430 году.
До 2020 года входило в Лановецкий район
Код КОАТУУ — 6123881501.

## Географическое положение
Село Борщовка находится на левом берегу реки Горынь,
выше по течению на расстоянии в 1,5 км расположено село Передмирка,
ниже по течению на расстоянии в 6,5 км расположено село Краснолука.
Русло реки заболочено, вокруг села несколько ирригационных каналов, на реке сделана запруда.

## Население
Население по переписи 2001 года составляло 1197 человек. Население по данным 2025 года составляло 932 человека.

### Языковой состав
Родной язык населения по данным переписи 2001 года:
| Язык       | Численность, чел. | Доля     |
| ---------- | ----------------- | -------- |
| Украинский | 1 181             | 98,66 %  |
| Русский    | 14                | 1,17 %   |
| Другое     | 2                 | 0,17 %   |
| Итого      | 1 197             | 100,00 % |

## Объекты социальной сферы
- Школа.
- Дом культуры.
- Фельдшерско-акушерский пункт.

## Достопримечательности
- Братская могила советских воинов.